# Memoriał Walerego Łobanowskiego 2007
Międzynarodowy Memoriał Walerego Łobanowskiego 2007 – V edycja międzynarodowego Memoriału Walerego Łobanowskiego, rozgrywanego w Kijowie od 21 do 23 sierpnia 2007 roku. W turnieju uczestniczyły drużyny młodzieżowe U-21.

## Uczestnicy i regulamin
W turnieju wzięło udział cztery zespoły:
- Ukraina U-21 (gospodarz)
- Izrael U-21
- Mołdawia U-21
- Serbia U-21

W turnieju rozegrano w sumie cztery mecze. Impreza rozpoczęła się od losowania, które wyłoniło pary półfinałowe. Spotkania odbyły się 21 sierpnia. Triumfatorzy tych spotkań zmierzyli się ze sobą 23 sierpnia w finale, a pokonani zagrali mecz o 3. miejsce w turnieju.

## Mecze

### Półfinały
| 21 sierpnia 2007 15:00 | Serbia U-21 · Nikola Petković 30' | 1:1 k. 7:6(0:0)Raport | Mołdawia U-21 · 88' Dan Pisla | Stadion NTK Bannikowa, Kijów |
|                        |                                   |                       |                               |                              |

| 21 sierpnia 2007 19:00                                                                   | Ukraina U-21 · Mykoła Moroziuk 77' | 1:1 k. 4:5(0:1)Raport                                               | Izrael U-21 · 2' Itaj Szechter | Stadion Dynamo Łobanowskiego, Kijów |
|                                                                                          |                                    |                                                                     |                                |                                     |
|                                                                                          |                                    | Rzuty karne                                                         |                                |                                     |
| Kostiantyn Krawczenko · Denys Olijnyk · Ołeksij Antonow · Mykoła Moroziuk · Serhij Zełdi |                                    | Elad Gabbaj · Hen Azriel · Lior Gan · Bibras Natcho · Itaj Szechter |                                |                                     |

### Mecz o 3 miejsce
| 23 sierpnia 2007 15:00 | Ukraina U-21 · Ołeksij Antonow 53' · Kostiantyn Krawczenko 81' · Witalij Mandziuk 90' | 3:1(0:1)Raport | Mołdawia U-21 · 45+2' Nikolay Rudak | Stadion NTK Bannikowa, Kijów |
|                        |                                                                                       |                |                                     |                              |

### Finał
| 23 sierpnia 2007 18:00 | Izrael U-21 · Itaj Szechter 41' · Moshe Ben-Lulu 74' | 2:0(1:0)Raport | Serbia U-21 | Stadion Dynamo Łobanowskiego, Kijów |
|                        |                                                      |                |             |                                     |

## Królowie strzelców

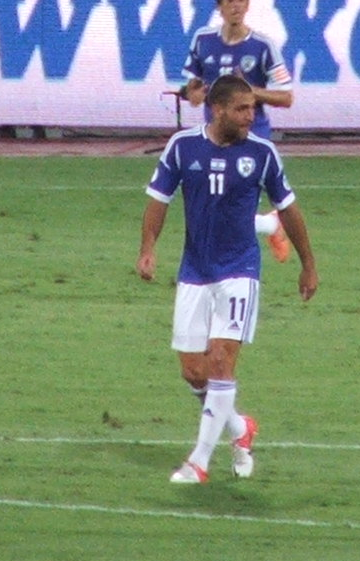
Itaj Szechter

2 gole
- Itaj Szechter

1 gol
- Moshe Ben-Lulu
- Dan Pisla
- Nikolay Rudak
- Nikola Petković
- Ołeksij Antonow
- Kostiantyn Krawczenko
- Witalij Mandziuk
- Mykoła Moroziuk

| Zwycięzca Memoriału Walerego Łobanowskiego 2007 |
| ----------------------------------------------- |
| Izrael U-21 2. tytuł                            |